# 818 v.Chr.
Het jaar 818 v.Chr. is een jaartal volgens de christelijke jaartelling.

## Gebeurtenissen

### Egypte
- In Leontopolis in de Nijl-delta roept Pedubastis I zich uit tot farao. Hiermee sticht hij de 23e dynastie van Egypte. Nu is er niet alleen een noord-zuidverdeling van Egypte, maar zijn er ook twee machtscentra in het noorden. Thebe erkent beide farao's.